# Comayagua megye
Comayagua Honduras egyik megyéje. Az ország középpontjától kissé nyugatra terül el. Székhelye Comayagua.

## Földrajz
Az ország középpontjától kissé nyugatra elterülő megye északon Cortés és Yoro, keleten Francisco Morazán, délen La Paz, nyugaton pedig Intibucá és Santa Bárbara megyékkel határos. Santa Bárbara és Cortés megyékkel alkotott hármashatárán található az ország legnagyobb tava, a Yojoa-tó.

## Népesség
Ahogy egész Hondurasban, a népesség növekedése Comayagua megyében is gyors. A változásokat szemlélteti az alábbi táblázat:
| Év             | Lakosság |
| -------------- | -------- |
| 1988           | 249 070  |
| 2001           | 352 881  |
| 2010 (becsült) | 441 874  |